# Gianfranco Ferré
Gianfranco Ferré [dʒaɱˈfraŋko ferˈre] (ur. 15 sierpnia 1944 w Legnano, zm. 17 czerwca 2007) – włoski projektant mody.

## Życiorys
Ferré urodził się 15 sierpnia 1944 roku w Legnano, jako syn Luigiego Ferré oraz Andrei Morosi. Gianfranco jako małe dziecko często przebywał w domu swojej cioci Adeli Ferrè, która była krawcową.

W 1969 uzyskał dyplom architekta na Politechnice w Mediolanie. Rok później rozpoczął karierę jako projektant mody, zaczynając od tworzenia dodatków, a następnie płaszczy. W swoich pracach wykorzystywał wiedzę zdobytą na studiach architektonicznych. W późniejszych latach zyskał przydomek „architekta mody”.

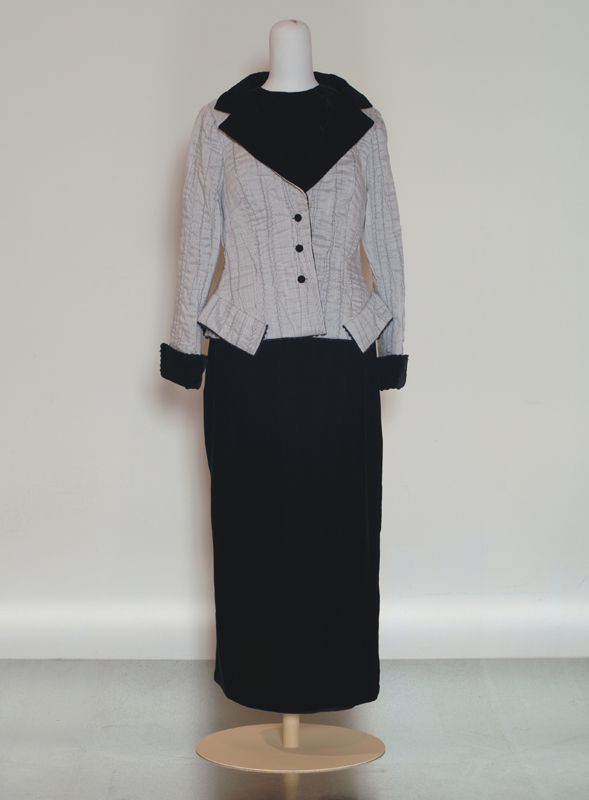
Stylizacja Gianfranco Ferre.

W 1974 w Mediolanie założył własną działalność gospodarczą, a w cztery lata później zaprezentował pierwszą kolekcję mody damskiej sygnowaną swoim imieniem. W 1982 zaprezentował pierwszą kolekcję męską.
Od końca lat 80. do 1997 pracował jako dyrektor artystyczny w paryskim przedsiębiorstwie Christiana Diora. Po tym okresie dalej prowadził własne przedsiębiorstwo. 
Styl kreowany przez Gianfranco Ferré wyróżniał się różnorodnością w wykorzystanych materiałach, prostymi krojami oraz prostota i elegenacją.
Wystąpił w filmie Roberta Altmana Prêt-à-Porter z 1994.
Jego kolekcje na wybiegu prezentowały m.in.: Adriana Sklenarikova, Esther Canadas, Milla Jovovich, Agnieszka Martyna, Karen Mulder, Linda Evangelista, Naomi Campbell, Carla Bruni, Helena Christensen, Eve Salvail, Veronica Webb, Nadja Auermann.  
Zmarł 17 czerwca 2007 w szpitalu San Raffaele, gdzie trafił z podejrzeniem krwotoku mózgowego.

## Źródła zewnętrzne
- Oficjalna strona. Gianfranco Ferré